# Patokryje
Patokryje (německy Patokrey) jsou obec v okrese Most v Ústeckém kraji. Leží asi pět kilometrů východně od centra města Mostu na pravém břehu říčky Srpiny, která spolu se železniční tratí odděluje Patokryje od sousedních Obrnic. Žije zde 440 obyvatel.

## Název
Název vesnice má význam ves patokryjů, tj. lidí, kteří strachy utíkají a kryjí si paty. V historických pramenech se jméno vsi objevuje ve tvarech: Potokre (1342), Pothakre (1382), Patokryg (1400), Patokry (1404), Patoryg (1404), v Patokrajích (1492), z Pastokrche (1511), z Patokraj (1543), z Patokrej (1553), na tvrzi Patokrajích (1553), na Patokyjích (1615), Patokrey (1787) a Pattogrö nebo Patokrey (1833).

## Historie
První písemná zmínka o Patokryjích pochází z roku 1342, ovšem toto datum je sporné. Zcela bezpečně je v roce 1378 zmiňován jako majitel zdejší tvrze vladyka Pešek z Patokryj. V 15. století zde sídlil rod z Duban. V letech 1568–1613 ves vlastnili Manvicové Razičtí ze Vchynic. Po nich byl majitelem Bernard z Elznic. Jemu byl však majetek posmrtně konfiskován za účast ve stavovském povstání. V roce 1623 ves koupili Lobkovicové, kteří ji začlenili do svého panství Bílina, jehož součástí zůstaly Patokryje až do konce patrimoniální správy v roce 1848. Fara a škola pro Patokryje byly v Českých Zlatníkách.

## Obyvatelstvo
Při sčítání lidu v roce 1921 zde žilo 373 obyvatel (z toho 171 mužů), z nichž bylo 152 Čechoslováků, 218 Němců, dva Židé a jeden cizinec. Kromě dvou členů církve československé, pěti židů a 63 lidí bez vyznání se hlásili k římskokatolické církvi. Podle sčítání lidu z roku 1930 měla vesnice 516 obyvatel: 274 Čechoslováků, 229 Němců, tři Židy, jednoho příslušníka jiné národnosti a devět cizinců. Převažovala římskokatolická většina, ale žilo zde také sedm evangelíků, 31 členů československé církve, tři židé, dva příslušníci jiných nezjišťovaných církví a sedmdesát lidí bez vyznání.
| Rok            | 1869 | 1880 | 1890 | 1900 | 1910 | 1921 | 1930 | 1950 | 1961 | 1970 | 1980 | 1991 | 2001 | 2011 | 2021 |
| -------------- | ---- | ---- | ---- | ---- | ---- | ---- | ---- | ---- | ---- | ---- | ---- | ---- | ---- | ---- | ---- |
| Počet obyvatel | 182  | 195  | 209  | 281  | 313  | 373  | 516  | 332  | 338  | 289  | 200  | 342  | 402  | 412  | 457  |
| Počet domů     | 32   | 36   | 37   | 39   | 45   | 49   | 92   | 93   | 79   | 76   | 69   | 115  | 133  | 151  | 157  |

## Obecní správa
Při sčítání lidu v letech 1869–1900 byla vesnice osadou obce Želenice. V letech 1910–1930 byla obcí v okrese Duchcov a od roku 1950 obec patří do okresu Most.

### Obecní symboly
Znak a vlajka byly obci uděleny rozhodnutím předsedy Poslanecké sněmovny č. 17 ze dne 18. března 2003. Znakem obce je červeno-zlato-modře dvakrát polcený štít. Vpravo nahoře stříbrná chmelová šištice, uprostřed pod sebou tři nohy po kotník palcem kosmo dolů přirozené barvy, s modrým krytem paty upevněným přes nárt, prostřední kryt s modrou tříhrotou ostruhou. Vlevo nahoře zlatý vinný hrozen. List vlajky tvoří tři svislé pruhy, červený, žlutý a modrý. Ve žlutém pruhu noha po kotník palcem k dolnímu cípu, s modrým krytem paty s tříhrotou ostruhou upevněným přes nárt. Poměr šířky k délce listu je 2:3.

## Pamětihodnosti
- Smírčí kříž u čp. 75

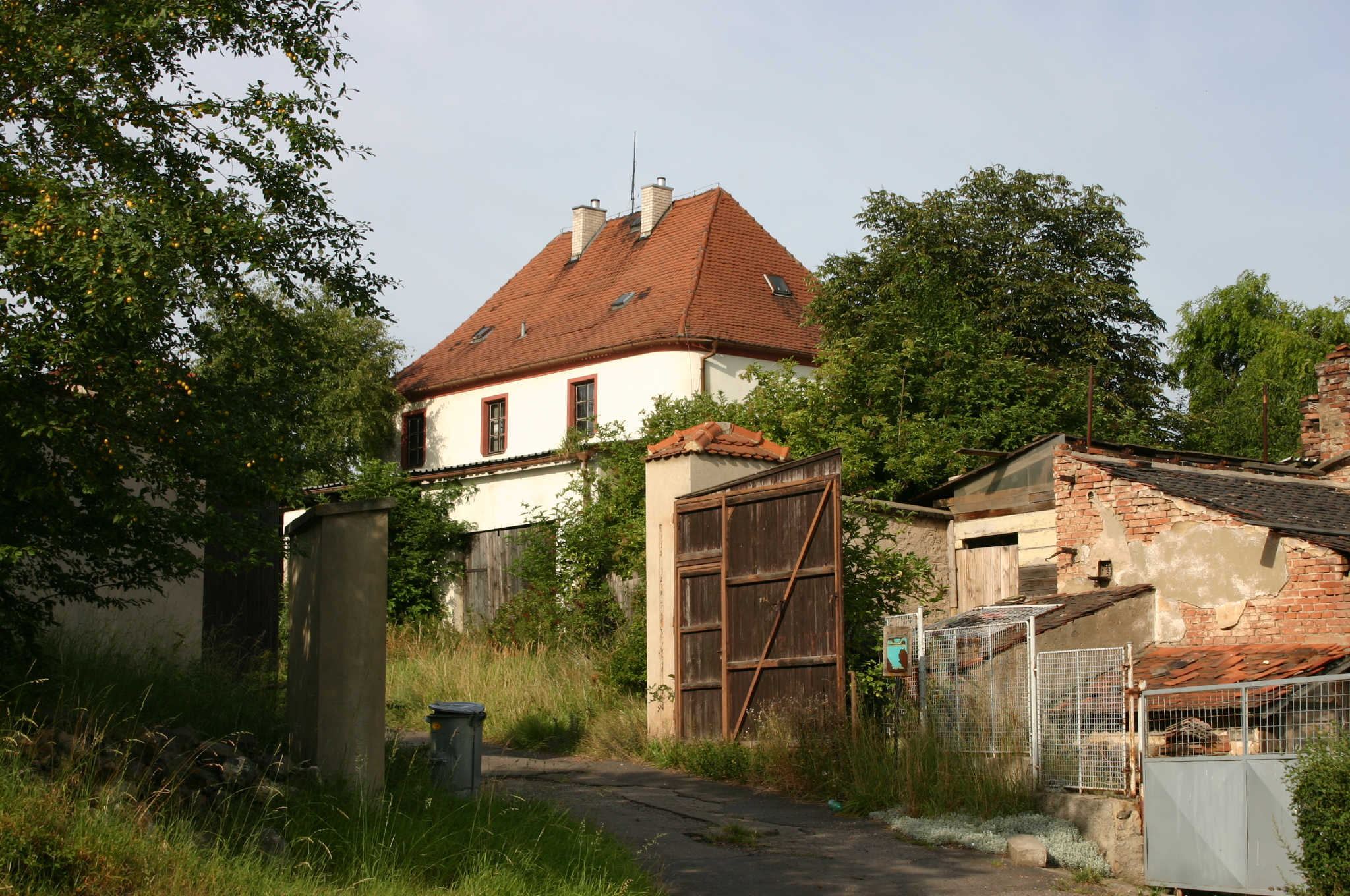
Tvrz na kopci

- Tvrz Patokryje, na počátku 17. století zpustla a dnes je přestavěna
- Barokní kaple z roku 1741 byla zbořena v padesátých letech 20. století. V roce 2020 byly vyznačeny její základy.[12]
- Pomník padlým ve druhé světové válce na návsi